# Џон Малкејхи
Џон Малкејхи (енгл. John Mulcahy; Њујорк 20. јули 1876 — непознато 19. новембар 1942) је бивши амерички веслач, освајач две медаље на Летњим олимпијским играма 1904. у Сент Луису.
Дипломирао је 1898. а радио је дуги низ година као менаџер железаре Мидвел (Midvel Steel Company) из Пенсилваније.
Џон Малкејхи је био први амерички олимпијски веслач који је освојио националну титулу у скифу. Касније се удружио са Вилијамом Варлијем и прешао на дубл скул. Били су чланови веслачког клуба Атланта из Њујорка.
На играма 1904. Малкејхи је учествовао у такмичењима дубл скулова где је освојио златну медаљу резултатом 10:03,2 и у двојцу без кормилара где је био други са непознатим резултатом. У обе трке веслао је у пару са Вилијамом Варлијем.